# Pra quem já Mordeu um Cachorro por Comida, até que eu Cheguei Longe...
Pra quem já Mordeu um Cachorro por Comida, até que eu Cheguei Longe… es el primer álbum y mixtape del rapero brasileño Emicida, lanzado en 2009. Contiene 25 pistas, grabadas desde 2006.
Hasta junio de 2009, Emicida vendió más de tres mil ejemplares del álbum apenas en el "boca a boca", a precios que varían de R$ 2 hasta R$ 20.

## Lista de canciones
| N.º   | Título                                                       | Duración |  |
| 1.    | «Intro (É Necessário Voltar ao Começo)» (Part. Projeto Nave) | 5:37     |  |
| 2.    | «E.M.I.C.I.D.A (Adoooro)»                                    | 3:24     |  |
| 3.    | «Sozim»                                                      | 3:14     |  |
| 4.    | «Rotina»                                                     |          |  |
| 5.    | «Pra Mim… (Isso é Viver)»                                    | 2:31     |  |
| 6.    | «Ainda Ontem» (Part. Rashid, Projota e Fióti)                | 3:37     |  |
| 7.    | «Pra Não Ter Tempo Ruim» (Part. Mariana Timbó)               | 3:37     |  |
| 8.    | «Só Isso»                                                    | 3:51     |  |
| 9.    | «Vô Busca Minha Fulô»                                        | 1:28     |  |
| 10.   | «Ela Diz»                                                    | 3:29     |  |
| 11.   | «Por Deus Por Favor»                                         | 3:11     |  |
| 12.   | «Preciso (Melô do Mundiko)»                                  | 3:34     |  |
| 13.   | «A Cada Vento» (Part. Paulo)                                 | 3:27     |  |
| 14.   | «Sei Lá…» (Part. Rael da Rima)                               | 3:46     |  |
| 15.   | «Cidadão»                                                    | 1:25     |  |
| 16.   | «Soldado Sem Bandeira»                                       | 3:29     |  |
| 17.   | «Vai Ser Rimando»                                            | 3:23     |  |
| 18.   | «Um, Dois, Três, Quatro»                                     | 0:40     |  |
| 19.   | «Fica Mais Um Pouco Amor»                                    | 2:26     |  |
| 20.   | «Outras Palavras» (Part. Rael da Rima)                       | 3:41     |  |
| 21.   | «Hey Rap!»                                                   | 2:07     |  |
| 22.   | «Essa é Pra Vc Primo…»                                       | 3:47     |  |
| 23.   | «Triunfo»                                                    | 3:29     |  |
| 24.   | «Eu Tô Bem» (Part. Daniel Cohen)                             | 3:18     |  |
| 25.   | «Ooorra…(A Que Deu Nome a Mix Tape)»                         | 3:59     |  |
| 78:58 |                                                              |          |  |